# Шафеево
Шафе́ево (тат. Шәфи авыл) — деревня в Юкаменском районе Удмуртии, входит в состав Верх-Унинского сельского поселения.

## География
Деревня находится на расстоянии 4 км к северо-востоку от села Верх-Уни, центра сельского поселения, и 8 км к юго-западу от села Юкаменское, административного центра района. Абсолютная высота — 216 м над уровнем моря.

### Часовой пояс
Деревня Шафеево, как и вся Удмуртия, находится в часовой зоне МСК+1. Смещение применяемого времени относительно UTC составляет +4:00.

## История
В XX веке в состав деревни вошёл населённый пункт Останапиевская.

## Население
| 2007 | 2010 | 2012 |
| ---- | ---- | ---- |
| 194  | ↘168 | ↗169 |

## Инфраструктура
В деревне функционируют дошкольное учреждение и начальная школа.

## Транспорт
Вблизи деревни проходит местная автодорога Юкаменское — Верх-Уни — Антропиха.